# Munk (bakverk)

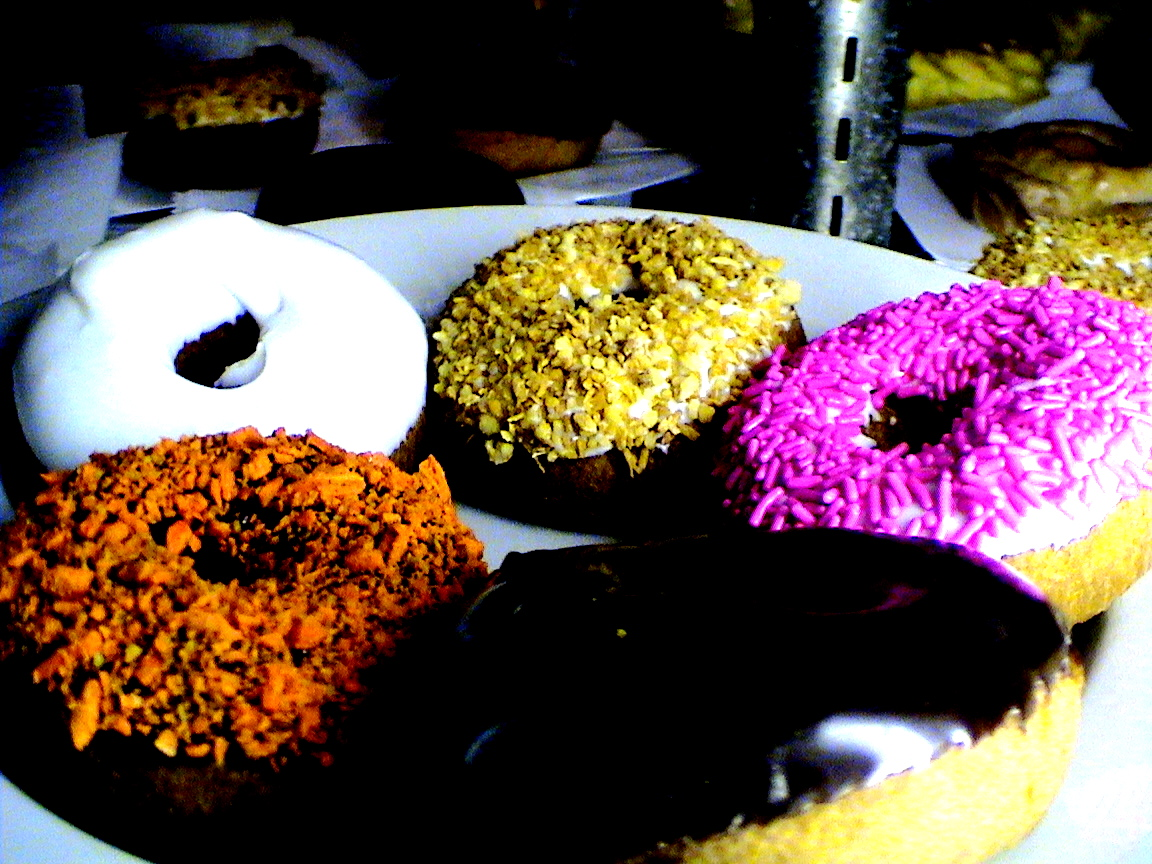
Munkar med olika sorters glasyr.

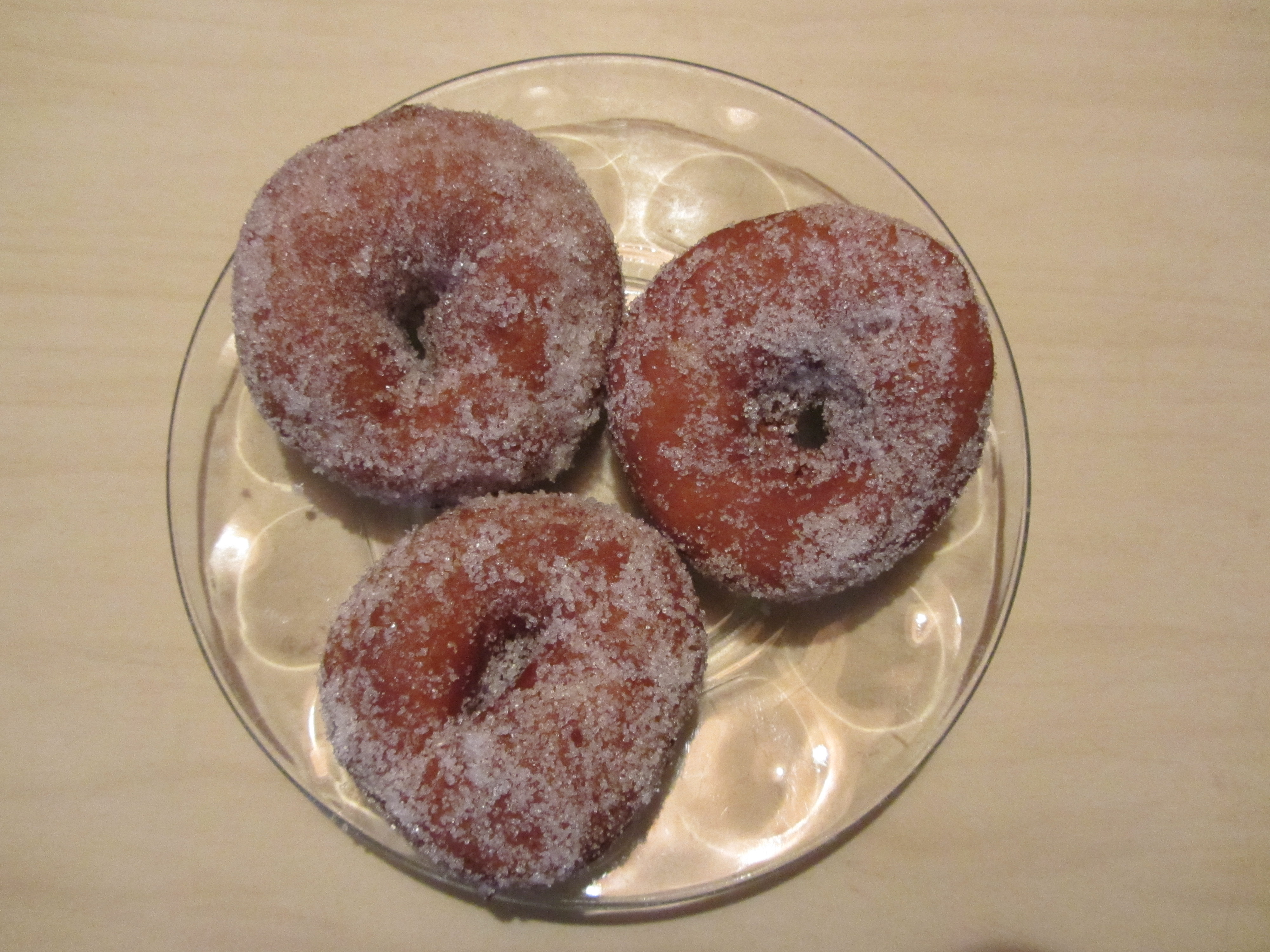
Finländska sockrade munkar.

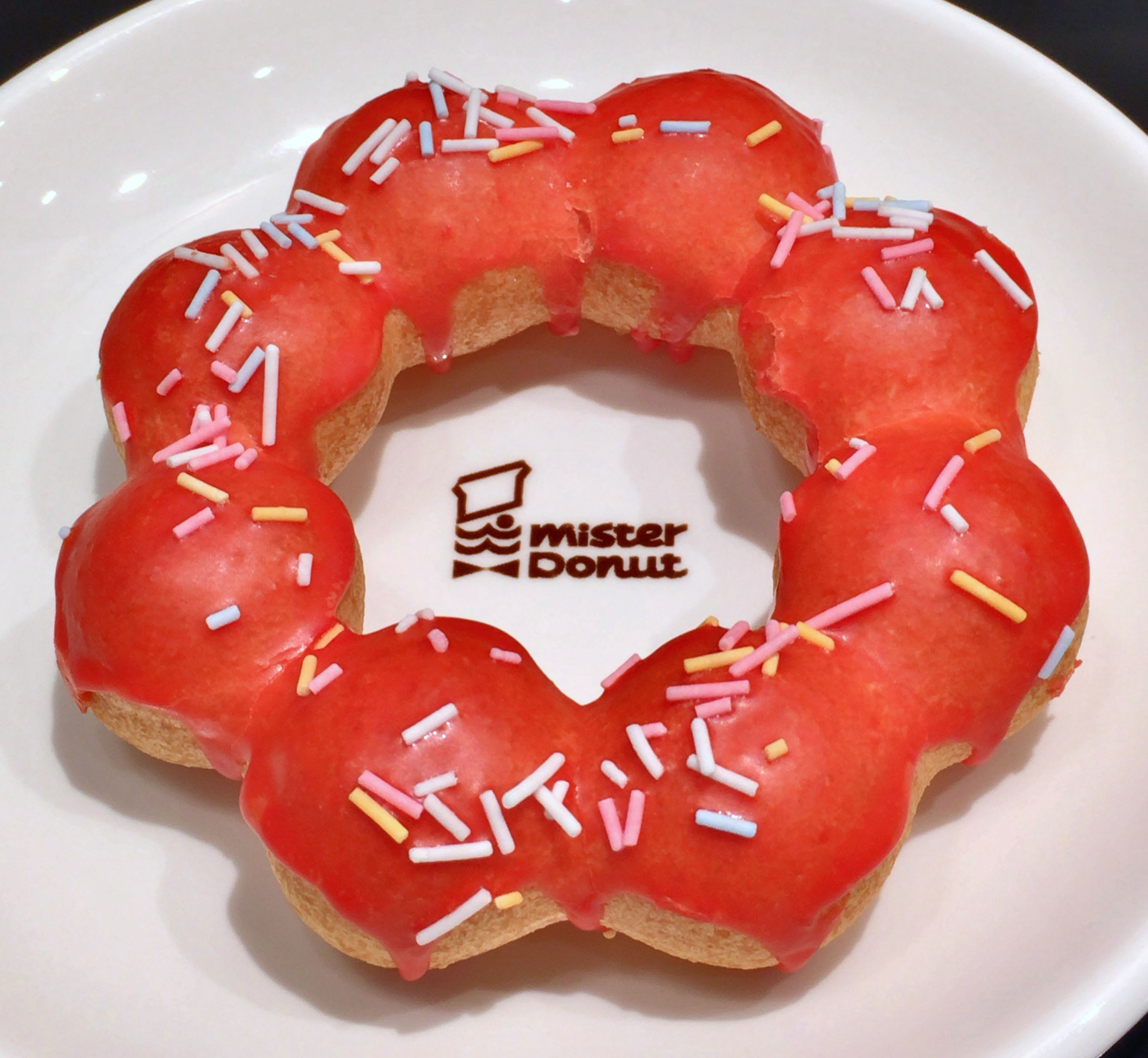
Mochi-munk med jordgubbssmak.

Munk har blivit ett begrepp för ett antal bakverk med det gemensamt att de är feta och rundade. De skiljer sig åt på tillagningssättet, fyllningen och formen. Även donut är belagt i svenskan, särskilt för den ringformade.

## Etymologi
Namnet kommer av klostermunk, antingen som en liknelse vid deras ringformade tonsur eller rondör. På andra språk är namnet inte typiskt baserat på munkliknelsen och olika namn kan användas för olika varianter av munkar. På engelska används doughnut eller donut och på franska: donut respektive beignet. Donut (donuts i plural) finns även i Svensk ordbok och är belagt i svenskan sedan 1954 för olika typer av munkar, även om det oftast syftar på ringformade. I Göteborg och närliggande delar av Västergötland används ordet donut generellt, eftersom munk eller kokosmunk syftar på en skumboll.

## Munk med hål
En flottyrmunk eller munk är ett friterat torusformat bakverk med socker och ibland även andra sötsaker utanpå efter inspiration av den amerikanska förebilden. Ibland använda synonymer för bakverket är flottyrring eller ringmunk. 
Denna typ av munk är nära besläktat med portugisiska farturas och spanska churros.

## Munk med fyllning

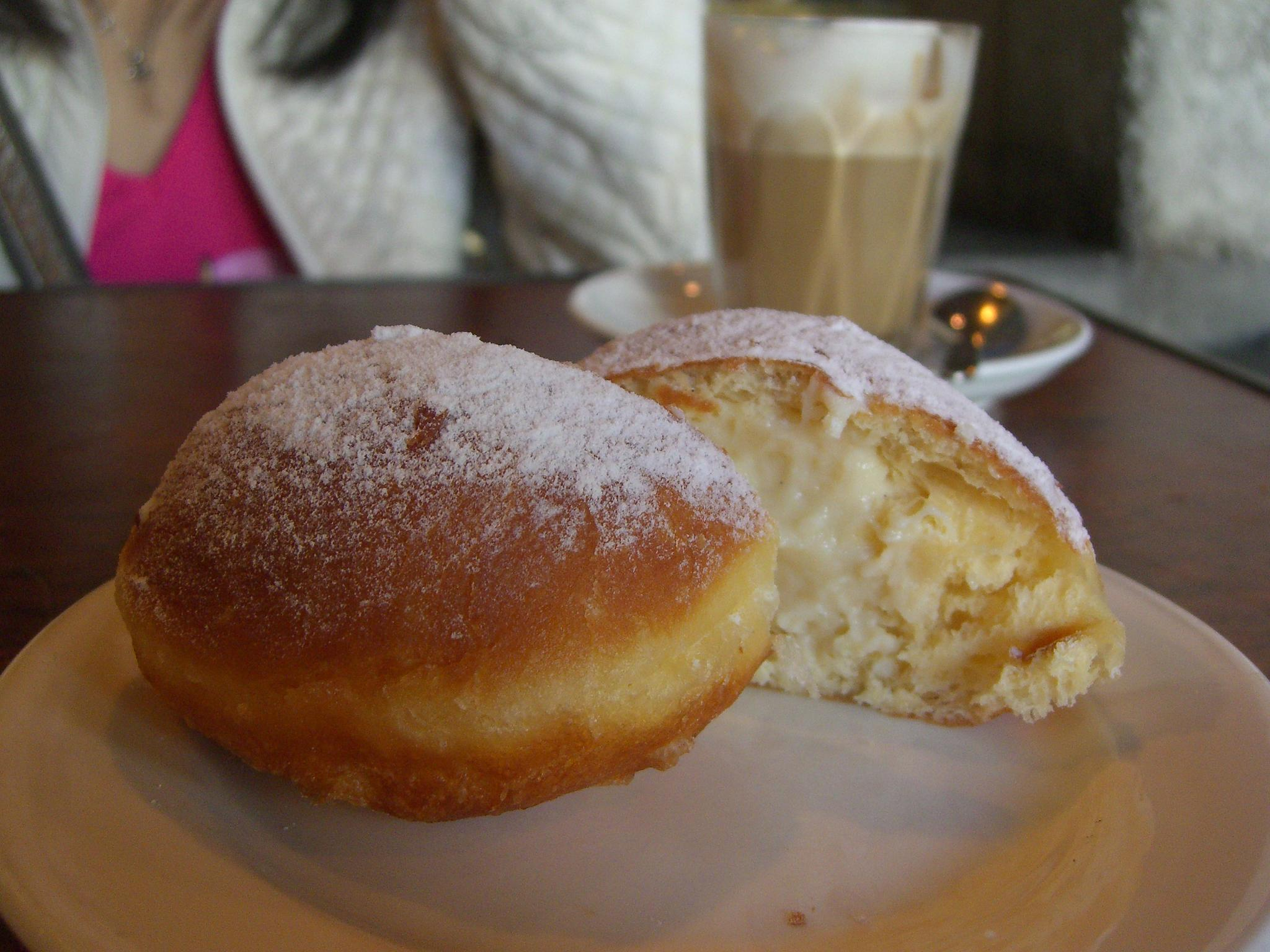
En delad donut fylld med vaniljkräm.

Ordet munk används ofta också om ett friterat runt bakverk utan hål men med fyllning i mitten (ofta äppelmos, sylt eller vaniljkräm). Utanpå finns socker men ingenting annat. På Åland friteras en deg, som ungefär motsvarar en vanlig vetedeg, till runda bullar. Dessa kallas också ”munk” eller ”donut”.
Fyllningen kan läggas i före fritering eller fyllas genom en spritspåse efteråt. Beroende på fyllning och tradition används namn som Berliner och syltmunk.

## Munk som maträtt

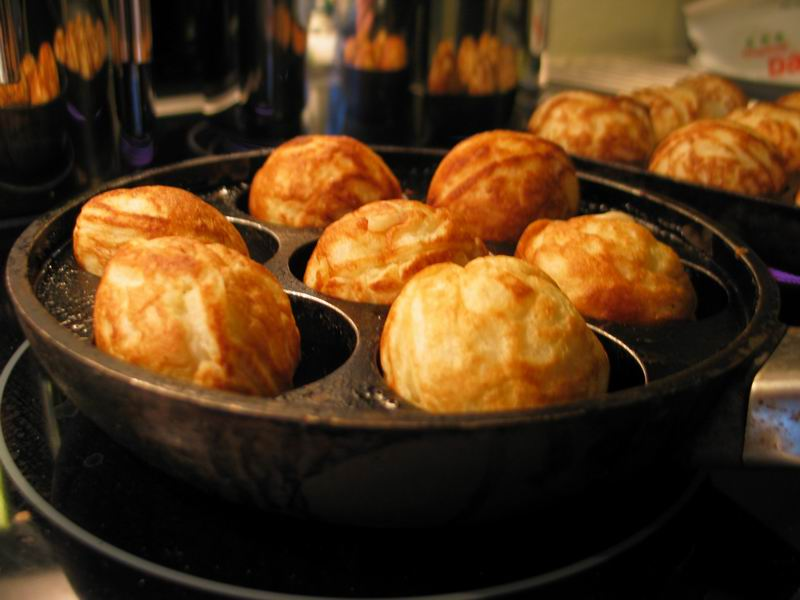
Danska æbleskiver tillagade i särskilt stekjärn.

Munk kallas också ett stekt bakverk som äts som maträtt eller efterrätt. Det äts på samma sätt som våfflor, pannkakor och plättar med olika sorters sylt. Denna munk har inget hål i mitten, och ingen fyllning.
Munkarna görs av pannkaksliknande smet, i en speciell stekpanna av gjutgods, ett så kallat munkpanna eller munkjärn som oftast har 7 stycken, likt halvklot, skålade formar där munkarna gräddas. De tillagas genom att man fyller formarna med smeten för att grädda ena halvan, varefter man vänder på den så att smeten rinner ner i urgröpningen och bildar den andra halvan. De påminner om danska æbleskiver, men har aldrig fyllning.[källa behövs]